# Tysk-österrikiska backhopparveckan 2021/2022
Tysk-österrikiska backhopparveckan 2021/2022 var den 70:e upplagan av Tysk-österrikiska backhopparveckan och som arrangerades i Tyskland och Österrike mellan den 29 december 2021 och 6 januari 2022.

## Program
| Etapp | Ort                    | Datum            | Tävling |
| ----- | ---------------------- | ---------------- | ------- |
| 1     | Oberstdorf             | 28 december 2021 | Kval    |
| 1     | Oberstdorf             | 29 december 2021 | Tävling |
| 2     | Garmisch-Partenkirchen | 31 december 2021 | Kval    |
| 2     | Garmisch-Partenkirchen | 1 januari 2022   | Tävling |
| 3     | Bischofshofen          | 5 januari 2022   | Kval    |
| 3     | Bischofshofen          | 5 januari 2022   | Tävling |
| 4     | Bischofshofen          | 6 januari 2022   | Kval    |
| 4     | Bischofshofen          | 6 januari 2022   | Tävling |

## Slutställning
Slutställningen efter alla fyra hopptävlingarna:
| Placering | Namn                  | Nationalitet | Oberstdorf | Garmisch- Partenkirchen | Innsbruck  | Bischofshofen | Poäng totalt |
| --------- | --------------------- | ------------ | ---------- | ----------------------- | ---------- | ------------- | ------------ |
| 1         | Ryōyū Kobayashi       | Japan        | 302,0 (1)  | 291,2 (1)               | 291,3 (1)  | 277,8 (5)     | 1 162,3      |
| 2         | Marius Lindvik        | Norge        | 296,3 (4)  | 283,7 (4)               | 286,6 (2)  | 271,5 (10)    | 1 138,1      |
| 3         | Halvor Egner Granerud | Norge        | 299,2 (2)  | 264,2 (8)               | 282,4 (3)  | 282,4 (2)     | 1 128,2      |
| 4         | Karl Geiger           | Tyskland     | 295,9 (5)  | 265,0 (7)               | 280,8 (4)  | 281,9 (3)     | 1 123,6      |
| 5         | Markus Eisenbichler   | Tyskland     | 281,1 (7)  | 291,0 (2)               | 270,3 (8)  | 275,2 (8)     | 1 117,6      |
| 6         | Robert Johansson      | Norge        | 298,6 (3)  | 261,2 (13)              | 270,4 (7)  | 277,7 (6)     | 1 107,9      |
| 7         | Lovro Kos             | Slovenien    | 289,5 (6)  | 286,0 (3)               | 243,9 (25) | 273,6 (9)     | 1 093,0      |
| 8         | Jan Hörl              | Österrike    | 252,4 (17) | 274,9 (5)               | 273,1 (6)  | 275,3 (7)     | 1 075,7      |
| 9         | Daniel Huber          | Österrike    | 269,0 (8)  | 257,1 (16)              | 257,0 (13) | 286,8 (1)     | 1 069,9      |
| 10        | Yukiya Satō           | Japan        | 252,8 (16) | 267,9 (6)               | 262,9 (10) | 281,1 (4)     | 1 064,7      |

## Resultat

### Oberstdorf
HS137 Schattenbergbacken, Tyskland

29 december 2021 
| Placering | Namn                  | Nationalitet | Hopp 1 (m) | Omgång 1 (poäng) | Hopp 2 (m) | Omgång 2 (poäng) | Poäng totalt |
| --------- | --------------------- | ------------ | ---------- | ---------------- | ---------- | ---------------- | ------------ |
| 1         | Ryōyū Kobayashi       | Japan        | 128,5      | 143,6            | 141,0      | 158,4            | 302,0        |
| 2         | Halvor Egner Granerud | Norge        | 132,0      | 147,6            | 133,0      | 151,6            | 299,2        |
| 3         | Robert Johansson      | Norge        | 135,5      | 152,2            | 131,0      | 146,4            | 298,6        |
| 4         | Marius Lindvik        | Norge        | 129,5      | 144,7            | 137,5      | 151,6            | 296,3        |
| 5         | Karl Geiger           | Tyskland     | 131,5      | 145,7            | 131,0      | 150,2            | 295,9        |
| 6         | Lovro Kos             | Slovenien    | 126,5      | 143,1            | 139,5      | 146,4            | 289,5        |
| 7         | Markus Eisenbichler   | Tyskland     | 129,5      | 133,8            | 132,5      | 147,3            | 281,1        |
| 8         | Daniel Huber          | Österrike    | 129,0      | 137,3            | 126,5      | 131,7            | 269,0        |
| 9         | Stephan Leyhe         | Tyskland     | 124,5      | 134,0            | 125,0      | 132,8            | 266,8        |
| 10        | Gregor Deschwanden    | Schweiz      | 129,0      | 136,3            | 122,5      | 126,3            | 262,6        |

### Garmisch-Partenkirchen
HS142 Große Olympiaschanze, Tyskland

1 januari 2022 
| Placering | Namn                  | Nationalitet | Hopp 1 (m) | Omgång 1 (poäng) | Hopp 2 (m) | Omgång 2 (poäng) | Poäng totalt |
| --------- | --------------------- | ------------ | ---------- | ---------------- | ---------- | ---------------- | ------------ |
| 1         | Ryōyū Kobayashi       | Japan        | 143,0      | 148,8            | 135,5      | 142,4            | 291,2        |
| 2         | Markus Eisenbichler   | Tyskland     | 141,0      | 145,8            | 143,5      | 145,2            | 291,0        |
| 3         | Lovro Kos             | Slovenien    | 135,5      | 138,4            | 138,0      | 147,6            | 286,0        |
| 4         | Marius Lindvik        | Norge        | 138.0      | 141,9            | 138,0      | 141,8            | 283,7        |
| 5         | Jan Hörl              | Österrike    | 134,0      | 137,4            | 132,0      | 137,5            | 274,9        |
| 6         | Yukiya Satō           | Japan        | 132,5      | 135,5            | 130,0      | 132,4            | 267,9        |
| 7         | Karl Geiger           | Tyskland     | 130,0      | 134,6            | 127,5      | 130,4            | 265,0        |
| 8         | Halvor Egner Granerud | Norge        | 128,0      | 121,7            | 140,5      | 142,5            | 264,2        |
| 9         | Timi Zajc             | Slovenien    | 137,0      | 139,6            | 127,5      | 124,5            | 264,1        |
| 10        | Stephan Leyhe         | Tyskland     | 128,0      | 127,0            | 136,5      | 136,7            | 263,7        |

### Bischofshofen (ursprungligen planerad att hållas i Innsbruck)
HS140 Paul-Ausserleitner-backen, Österrike

5 januari 2022 
| Placering | Namn                  | Nationalitet | Hopp 1 (m) | Omgång 1 (poäng) | Hopp 2 (m) | Omgång 2 (poäng) | Poäng totalt |
| --------- | --------------------- | ------------ | ---------- | ---------------- | ---------- | ---------------- | ------------ |
| 1         | Ryōyū Kobayashi       | Japan        | 137,0      | 143,4            | 137,5      | 147,9            | 291,3        |
| 2         | Marius Lindvik        | Norge        | 137,5      | 149,1            | 135,5      | 137,5            | 286,6        |
| 3         | Halvor Egner Granerud | Norge        | 135,5      | 141,3            | 135,5      | 141,1            | 282,4        |
| 4         | Karl Geiger           | Tyskland     | 133,0      | 139,4            | 136,0      | 141,4            | 280,8        |
| 5         | Manuel Fettner        | Österrike    | 137,0      | 137,2            | 132,5      | 135,9            | 273,1        |
| 6         | Jan Hörl              | Österrike    | 138,0      | 138,5            | 132,5      | 134,6            | 273,1        |
| 7         | Robert Johansson      | Norge        | 133,0      | 131,5            | 135,0      | 138,9            | 270,4        |
| 8         | Markus Eisenbichler   | Tyskland     | 130,0      | 130,1            | 140,5      | 140,2            | 270,3        |
| 9         | Michael Hayböck       | Österrike    | 130,5      | 133,0            | 131,5      | 134,1            | 267,1        |
| 10        | Yukiya Satō           | Japan        | 137,0      | 136,3            | 126,5      | 126,6            | 262,9        |

### Bischofshofen
HS142 Paul-Ausserleitner-backen, Österrike

6 januari 2022 
| Placering | Namn                  | Nationalitet | Hopp 1 (m) | Omgång 1 (poäng) | Hopp 2 (m) | Omgång 2 (poäng) | Poäng totalt |
| --------- | --------------------- | ------------ | ---------- | ---------------- | ---------- | ---------------- | ------------ |
| 1         | Daniel Huber          | Österrike    | 136,5      | 144,3            | 137,0      | 142,5            | 286,8        |
| 2         | Halvor Egner Granerud | Norge        | 136,5      | 140,3            | 136,0      | 142,1            | 282,4        |
| 3         | Karl Geiger           | Tyskland     | 140,5      | 146,5            | 132,0      | 135,4            | 281,9        |
| 4         | Yukiya Satō           | Japan        | 139,0      | 142,4            | 134,5      | 138,7            | 281,1        |
| 5         | Ryōyū Kobayashi       | Japan        | 133,5      | 139,7            | 133,5      | 138,1            | 277,8        |
| 6         | Robert Johansson      | Norge        | 133,0      | 136,8            | 135,0      | 140,9            | 277,7        |
| 7         | Jan Hörl              | Österrike    | 130,0      | 132,4            | 136,0      | 142,9            | 275,3        |
| 8         | Markus Eisenbichler   | Tyskland     | 133,0      | 137,3            | 134,0      | 137,9            | 275,2        |
| 9         | Lovro Kos             | Slovenien    | 132,0      | 130,9            | 144,0      | 142,7            | 273,6        |
| 10        | Marius Lindvik        | Norge        | 126,0      | 123,7            | 139,0      | 147,8            | 271,5        |